# Новые Скоморохи
Новые Скоморохи (укр. Нові Скоморохи) — село в Большовцевской поселковой общине Ивано-Франковского района Ивано-Франковской области Украины.
Население по переписи 2001 года составляло 684 человека. Занимает площадь 10,968 км². Почтовый индекс — 77123. Телефонный код — 03431.